# 바콜로드 실라이 국제공항
바콜로드 실라이 국제공항(영어: Bacolod-Silay International Airport)은 필리핀 바콜로드에 있는 공항으로 필리핀 정부와 일본이 공동으로 건설한 끝에 2008년 1월 18일에 개항했다. 바콜로드 실라이 국제공항의 IATA와 ICAO는 현재는 폐쇄된 바콜로드 공항의 IATA와 ICAO를 물려받았다.
공항은 바콜로드의 동북쪽으로 15km 정도 떨어진 곳에 위치해 있는, 실라이의 바그틱 바랑가이에 위치해있다. 바콜로드 실라이 국제공항은 네그로스섬의 관문 역할을 하고 있다. 현재 네그로스섬에서 운영되고 있는 유이한 공항으로, 다른 하나는 두마게티 공항이다.  2020년 현재 필리핀 민간항공청(CAAP)의 기준에 따르면 바콜로드 실라이 공항은 국제공항이 아니다. 실제 국내선 노선만 운항하고 있다.

## 역사
바콜로드에 새로운 공항을 만들기 위한 계획은 1997년 시작됐다. 일본 국제협력사업단은 필리핀의 4개 공항(바콜로드의 바콜로드 공항, 일로일로의 만두리아오 공항, 레가스피의 레가스피 공항, 타클로반의 다니엘 Z. 로무알데즈 공항)에 대한 수요를 조사했다.

## 운항 노선

### 국내선
| 항공사             | 목적지                                 |
| ------------------ | -------------------------------------- |
| 세부 퍼시픽        | 세부, 마닐라, 카가얀데오로             |
| 필리핀 항공        | 계절편 서울-인천(2016년 2월 21일 단항) |
| PAL 익스프레스     | 세부, 마닐라                           |
| 타이거 항공 필리핀 | 마닐라                                 |
| 에어아시아 제스트  | 마닐라                                 |

## 사진

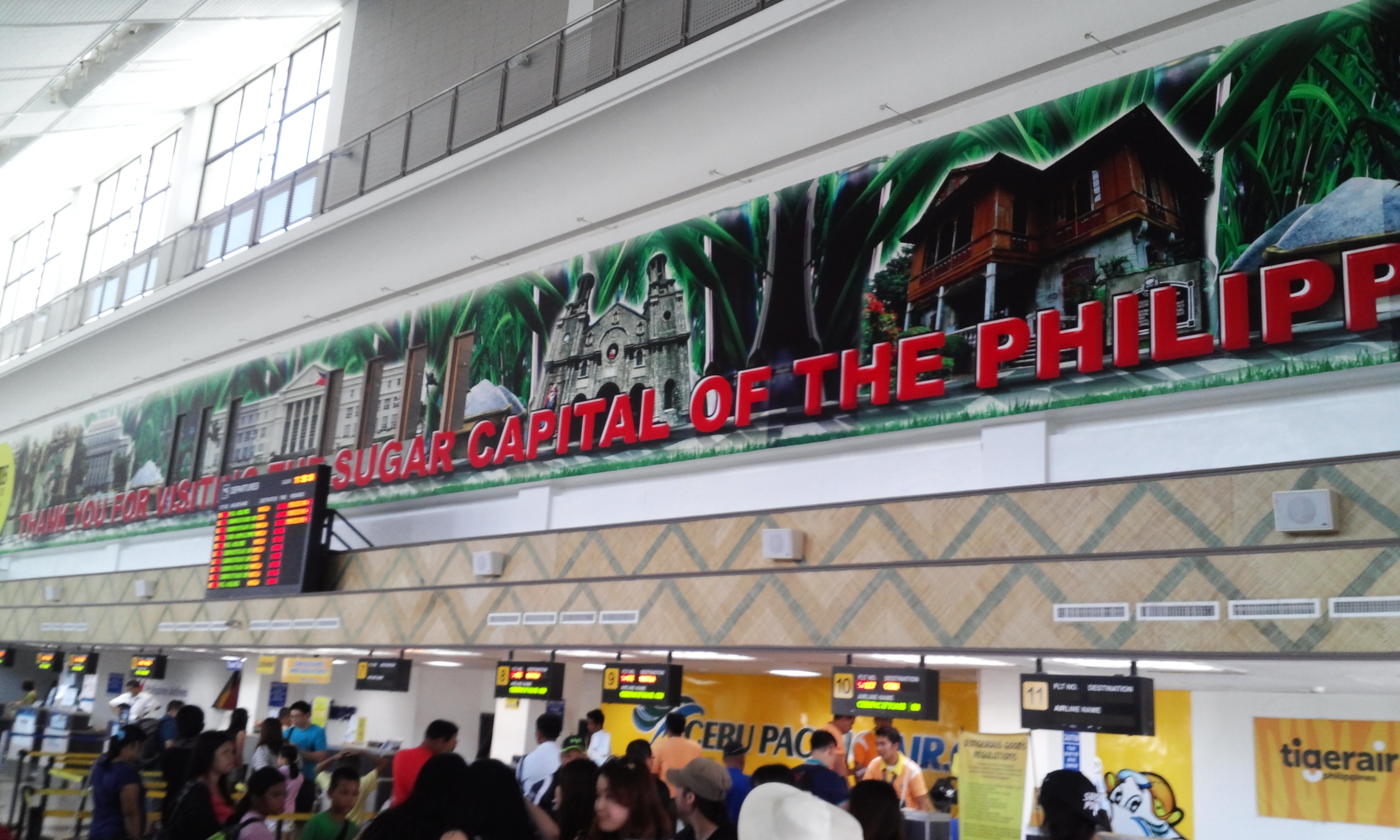
바콜로드 실라이 국제공항의 내부 카운터
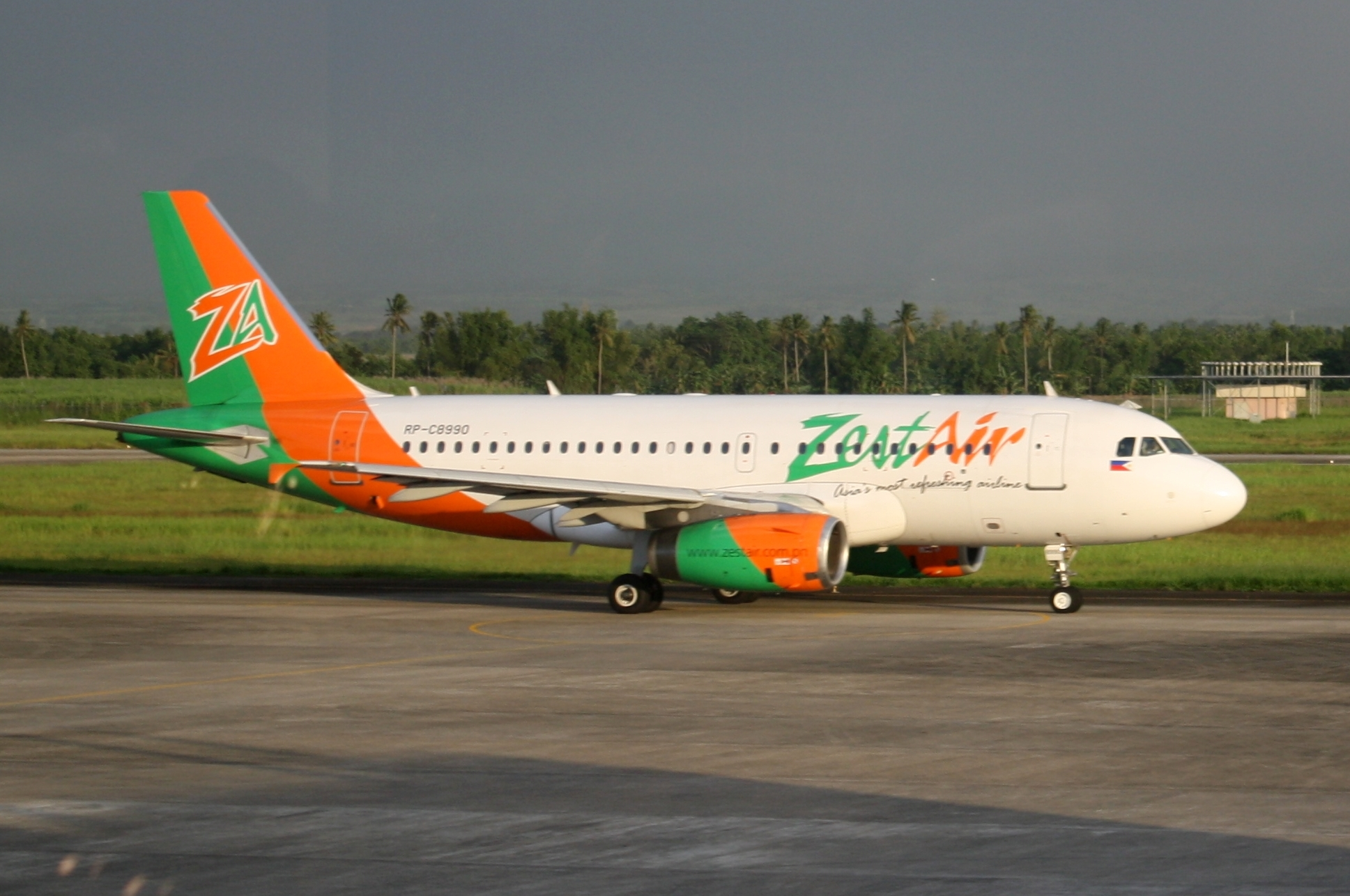
활주로에 있는 에어아시아 제스트의 비행기
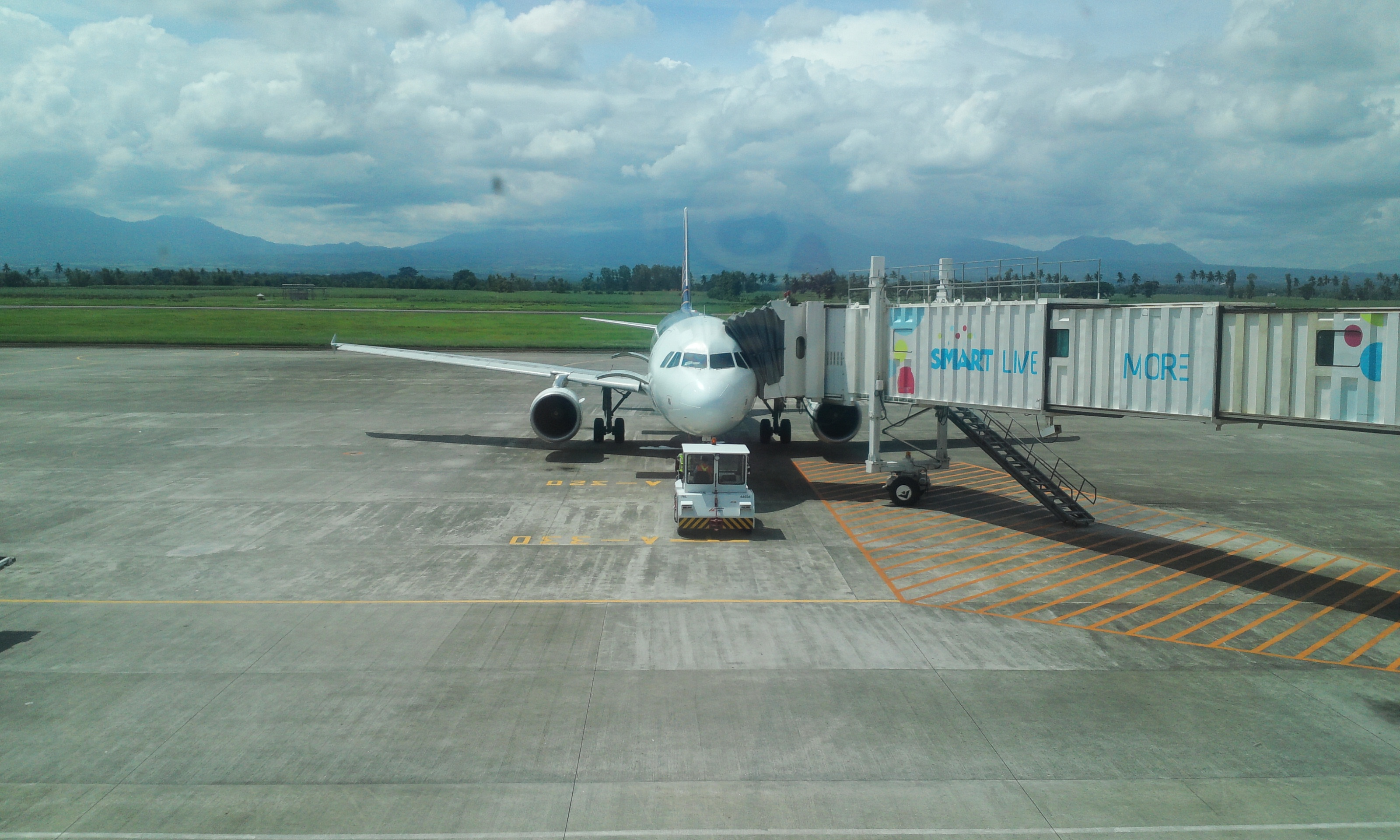
활주로